# Aéroport de Zamora
L'aéroport national de Zamora (espagnol : Aeropuerto Nacional de Zamora, code IATA : ZMM • code OACI : MMZM • code DGAC M. : ZAM) est un aéroport situé au dans la ville de La Rinconada à 3 km au nord de Zamora, dans l'Etat du Michoacán, au Mexique.